# Lucille Lennox
Lucille Lennox foi uma atriz de cinema estadunidense que atuou no seriado da Pathé Velvet Fingers, em 1920, ao lado de Marguerite Courtot e George B. Seitz.
Natural de Atlanta, na Geórgia, atuou no seriado após vencer um concurso de beleza.

## Filmografia
- Velvet Fingers (seriado, 1920)